# KV63
KV63 — обнаруженная в 2005 году командой археологов под руководством профессора Отто Шейдена (1937—2015) гробница в Долине царей.
В гробнице найдено семь деревянных саркофагов и множество сосудов, осколки посуды, предметы для мумификации, ткани. Архитектура, форма саркофагов и сосудов выполнены в стиле конца XVIII династии и предметов из усыпальницы Тутанхамона (KV62), находящейся рядом. На одном фрагменте сохранилась иероглифическая надпись «паатен», отсылающая к имени древнеегипетской царицы и супруги фараона Тутанхмона Анхесенпаатен. Выдвигались также смелые предположения, что хозяйкой гробницы может оказаться прекрасная супруга фараона Эхнатона — Нефертити.
В 2010 году команда Шейдена вернулась в гробницу KV63 с телевизионным сопровождением. Были найдены ещё 16 сосудов, деревянная кровать с резными львиными головами, амфоры с вином. Появилась версия, что семья Тутанхамона использовала помещения в ок. 1337—1334 годах.

## Обнаружение
Вертикальная шахта гробницы KV63 найдена 10 марта 2005 года, а то, что она ведёт к погребальной камере, Верховный Совет Древностей Египта анонсировал 8 февраля 2006. Открытие совершила американская команда археологов из университета Мемфиса под руководством профессора Отто Шейдена. KV63 располагается между усыпальницами KV10 (Аменмеса) и KV62 (Тутанхамона), недалеко от гробницы могущественного Эйе. В поисках гробницы преемника Аменмеса из XIX династии среди груды остатков хижин, которые нашли ещё в XX веке Говард Картер и Теодор Дэвис, исследователи при раскопках наткнулись на край тёсаного камня, очевидно отличающийся от кладки хижин древних рабочих. Находка совпала с концом сезона полевых работ 2004-05 годов и дальнейшие работы пришлось отложить до осени.

## Гробница
Пятиметровая шахта имеет выступ как у двух гробниц XVIII династии (ок. XIV в. до н. э.): KV46 (усыпальница Йуйи и Туи) и KV55. Все три гробницы могли быть выполнены одним архитектором или специалистами одной школы. Вход в конце шахты закрывает 1,5-метровая дверь из каменных блоков. Печатей на ней не было, что навело учёных на мысль о мародёрстве ещё в древности. Камни убирали и складывали несколько раз, а первоначальные блоки лежали во внутреннем помещении.
Камера размером 4 на 5 метров с белыми стенами хранила 175 кг натрита внутри саркофагов и в нескольких мешочках, 7 деревянных пустых саркофагов, среди которых 2 были детскими, жёлтую детскую погребальную маску и чёрные взрослые. Все саркофаги кроме двух изъедены термитами, поскольку в древности их вопреки правилам не покрыли смолой. Обнаружено не менее 28 сосудов, каждый высотой 75 см и весом 40-43 кг. Они выполнены из алебастра и глины и не отмечены фараоновой печатью. То, с каким вниманием и аккуратностью сосуды запечатаны, по мнению профессора Шейдена, свидетельствует о важности предметов и самой камеры, которая не была, всё же, простым подсобным помещением.
Найденные предметы перенесены в просторную гробницу KV10 для тщательного изучения. В сосудах были запечатаны натрон, дерево, семена, раковины, уголь, кости животных, фрагменты керамики, кусочки папируса и верёвки. Внутри маленького саркофага с надписью «G» нашли пять льняных подушек, что нетипично для древнеегипетских захоронений, поскольку обычно в гробницах оставляли деревянные или каменные подголовники. Из-за непрочности тканей до наших дней не дошли хорошо сохранившиеся образцы подушек, поэтому открытие гробницы KV63 позволило учёным заняться исследованием данной области древнеегипетской жизни. 26 мая 2006 года розовый лист сусального золота 42 см найден под подушкой в детском саркофаге.
Последний из запертых саркофагов открыт 28 июня 2006 года, в нем также не было мумии, а лишь предметы для мумификации. Однако на дне саркофага сохранились следы присутствия здесь в древности тела, которое перенесли или уничтожили.

## Хозяин гробницы
Из-за своей близости к гробнице Тутанхамона и сходства портретных изображений на крышках саркофагов, свойственных стилю конца XVIII династии, среди хозяев усыпальницы назывались Кийа, Анхесенамон, Нефертити. Учитывая расположение гробницы и тот же способ запечатывания входа, что и у Тутанхамона, считается весьма вероятным, что использовалась KV63 в качестве комнаты бальзамировщиков при мумифицировании Тутанхамона. Множество его предметов в гробнице KV54 попали туда из-за избыточности после закрытия KV63.